# Escorca
Escorca (pronunciat /əskóɾkə/) és un municipi de Mallorca, que està situat a la Serra de Tramuntana i que limita amb els municipis de Fornalutx, Sóller, Bunyola, Alaró, Mancor, Selva, Campanet i Pollença.
Al nord, limita amb el mar i té un petit moll el Port de la Calobra, on amarren les barques que fan el trajecte del Port de Sóller i que porten principalment als visitants del torrent de Pareis.
La població apareix molt dispersa en petits nuclis. Els tradicionals són Lluc i la Calobra, però també n’hi ha de nova aparició com Cala Tuent, el Guix i Son Macip.

## Etimologia
El topònim podria derivar del terme romànic primitiu skulka, que significa "lloc de guaita" o "atalaiar", un mot d'origen mossàrab present en diverses llengües germàniques antigues i romàniques, com l'anglès skulk ("vigilar") o el català escorcollar. També apareix en el toscà antic com scolca i en el sard antic com iskolka. La presència del terme en diversos topònims mallorquins separats suggereix que fou un mot funcional i àmpliament utilitzat en el romànic mossàrab.

## Població
| Entitat de població   | Habitants (2024) |
| Escorca               | 122              |
| Cala Tuent-sa Calobra | 50               |
| Lluc                  | 33               |
| Font: INE             |                  |

La població de dret d'Escorca és de 203 habitants. Està concentrada als antics nuclis de població de Lluc i la Calobra, aquesta amb nombrosos restaurants, i les urbanitzacions de Son Macip, el Guix i Cala Tuent, les dues darreres amb el desenvolupament aturat, després de fortes polèmiques. Els llinatges més comuns d'Escorca són Solivelles (Solivellas), Bernat i Vicens.
A mitjans del segle xix, el municipi comptava amb poc més de 200 habitants. Durant la segona meitat del segle xix i principis del segle xx, la població es va mantenir relativament estable, al voltant dels 300 habitants, amb petites oscil·lacions. No obstant això, durant la dècada del 1950, es va registrar un augment notable fins a 359 habitants, seguit d'una caiguda pronunciada el 1970, quan la població es va reduir a 150 habitants, probablement a causa de l'èxode rural que afectava moltes zones de Mallorca en aquella època. A partir dels anys vuitanta, es va produir una certa recuperació, amb increments graduals que van portar la població al voltant de 250 habitants. Malgrat tot, les darreres dades indiquen un retrocés un altre cop per davall dels 200 residents.

## Geografia
Situat al cor de la serra de Tramuntana, Escorca ocupa la zona més accidentada i elevada de Mallorca. Dins el seu terme es troben alguns dels cims més alts de l'illa, com el Puig Major (1.436 m), el Puig de Massanella (1.364 m), el Puig Tomir (1.103 m) o el Puig Roig (1.002 m).
El relleu és marcadament calcari i càrstic, fet que ha originat formes geològiques singulars: destaca el canó del Torrent de Pareis –que travessa el municipi de la serra fins a la mar–, la vall tancada de la Coma de Son Torrella, extensos camps de lapiaz a zones com Turixant i sa Calobra, i nombroses coves i avencs, alguns amb restes arqueològiques prehistòriques. El litoral d'Escorca és escarpat i difícilment accessible, tret de les petites cales de sa Calobra i Cala Tuent, on la serralada s'obre a la Mediterrània i desemboquen torrents com el de Pareis.
El clima de muntanya, amb precipitacions força elevades (uns 1.000 mm anuals en les cotes més altes) afavoreix una vegetació boscosa abundant, principalment alzinars i pinars que cobreixen més de la meitat del territori. La combinació de l'elevada pluviositat i l'orografia va propiciar la construcció de dos embassaments importants: Cúber i el Gorg Blau. Aquests pantans, situats en valls d'alta muntanya, aprofiten les aigües de la conca del Torrent de Pareis per abastir d'aigua potable la ciutat de Palma i bona part de l'illa. Els embassaments, inaugurats a inicis de la dècada de 1970, s'integren avui en el paisatge de la serra com a grans llacs artificials. D'altra banda, aproximadament només un 13% del sòl d'Escorca és apte per a conreu, mentre que les zones improductives i forestals en constitueixen la major part.
Escorca forma part del Paratge Natural de la Serra de Tramuntana, espai protegit pel seu valor paisatgístic, i compta amb algunes finques públiques i reserves naturals. A Lluc, al costat del monestir, hi ha el Centre d'Interpretació de la serra de Tramuntana, que introdueix els visitants en els aspectes naturals i culturals d'aquest entorn. Gràcies a la seva situació remota i conservació, el municipi acull una rica biodiversitat mediterrània i és punt de partida de nombroses excursions a peu (GR-221 i altres camins de muntanya) que recorren la contrada.

## Història

### Antiguitat i edat mitjana

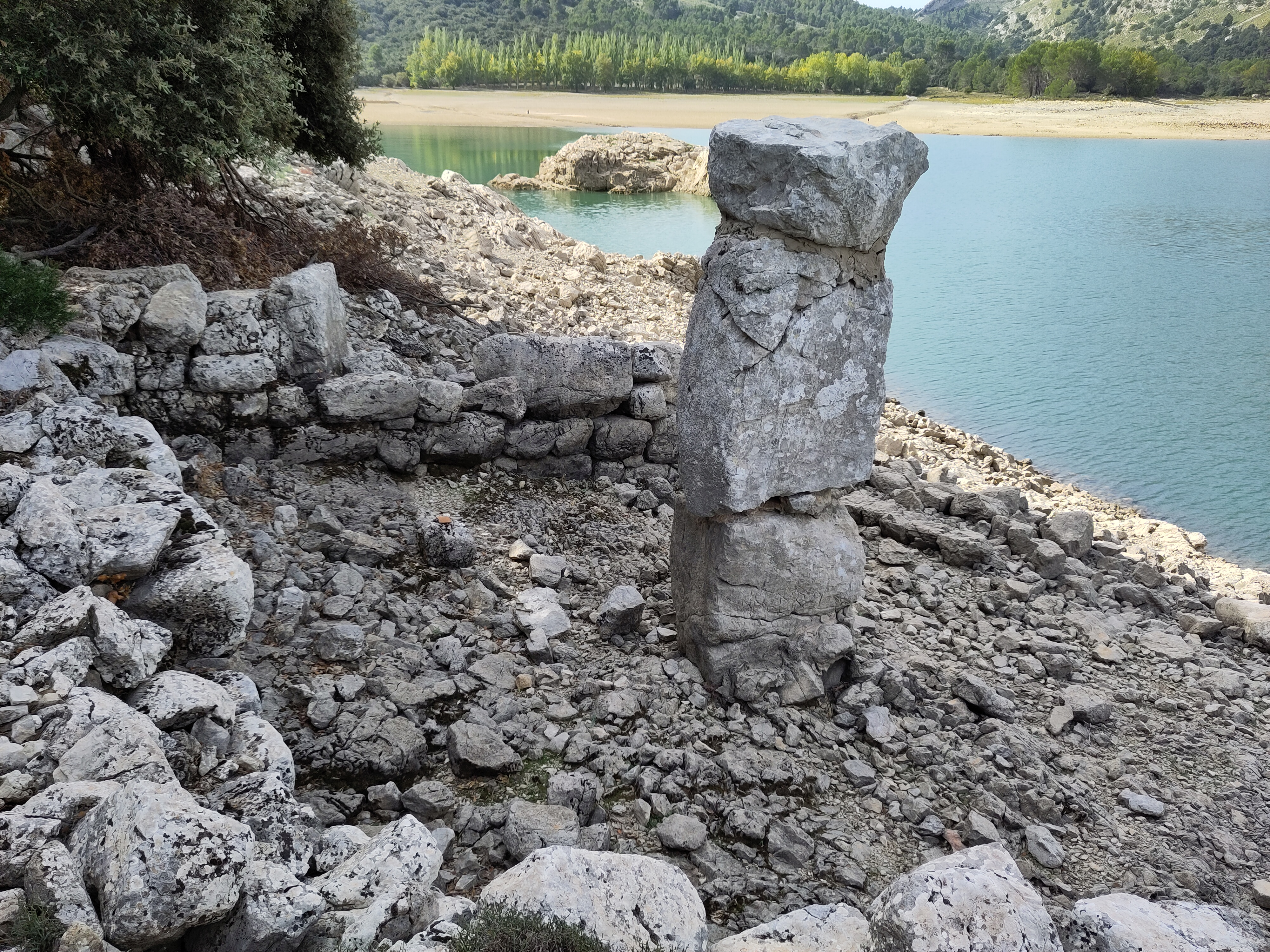
Santuari d'Almallutx

Tot i que la seva història escrita comença amb la dominació islàmica, diversos jaciments arqueològics prehistòrics, el Coval Simó, i de l'antiguitat clàssica confirmen l'existència de poblament, enterrament i culte a la zona des de temps remots.
Durant la dominació islàmica, Escorca formava part del juz d'al-Yibal, o Almallutx, com es recull al Llibre dels fets. La conquesta de Mallorca per Jaume I no es completà a Escorca fins al 1232, al mateix temps que es sufocaven els darrers reductes de resistència islàmica de la zona, integrant el municipi a les possessions reials. Part del territori, incloent propietats com Lluc, Son Amer i Muntanya, fou cedit a l'Orde del Temple. Durant els primers anys després de la conquesta els canvis de propietat foren freqüents però el 1239 està documentat la seva venta al primer bisbe de Mallorca, Ramon de Torroella.
Els canvis introduïts per la conquesta no van trencar completament el sistema econòmic previ, basat en la ramaderia i l'ús avançat dels recursos hídrics, però sí que incorporaren elements feudals, com les cavalleries, destacant la de la Calobra. A nivell religiós, el 1248 es creà la parròquia de mà d'una butlla del papa Innocenci IV i es bastí l'església dedicada a Sant Pere a l'alqueria d'Escorca.
El santuari de Lluc, origen del culte a la Mare de Déu de Lluc, esdevingué un centre espiritual rellevant ja al segle xiii i el lloc es convertí en punt de pelegrinatge. El culte es consolidà amb la construcció d'una capella el 1246 i l'establiment d’una hostatgeria per als peregrins al segle xiv, juntament amb les obres de millora del camí que pujava des de Caimari. Tant fou així, que a partir del segle xv el centre religiós original fou eclipsat pel santuari.

### Edat moderna
La costa, despoblada i exposada als atacs de pirates barbarescos, fou vigilada a partir del segle xvi mitjançant torres de guaita. En 1611 es construí la Torre des Forat (prop de sa Calobra), que completava el sistema de torres costaneres de Mallorca per a la vigilància i defensa davant les incursions corsàries.
Al mateix segle, Lluc es convertí en priorat, la parròquia d'Escorca fou traslladada al santuari i es fundà l'escolania, consolidant-lo com a centre religiós i administratiu del municipi. L'actual església renaixentista es construí entre 1622 i 1691, amb millores posteriors al segle xx sota la supervisió d'Antoni Gaudí.

### Seglesxixixx

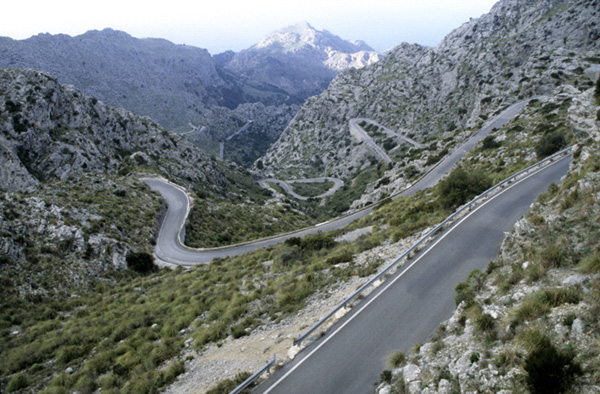
Carretera de sa Calobra

Arran de la instauració dels ajuntaments constitucionals (1820-23 i definitivament des de 1835), Escorca es va constituir formalment com a municipi. Al llarg del segle xix la població es va mantenir baixa i dispersa; l'ambient enclavat de la serra mantenia el municipi relativament aïllat, comunicat només per camins de muntanya. Ja al segle xx, es van dur a terme obres que millorarien l'accessibilitat: la carretera general de la serra (actual Ma-10, de Sóller a Lluc i Pollença) es va inaugurar el 1961, tot i que abans ja existien camins carreters entre Lluc i Caimari, o cap a Sóller. Abans, el 1932, s'havia obert la carretera de sa Calobra, un espectacular traçat de revolts per salvar els forts desnivells fins a la mar. Aquesta carretera, dissenyada per l'enginyer mallorquí Antoni Parietti, va ser una fita de l'enginyeria viària i va permetre l'accés per terra a la cala de sa Calobra, fins llavors quasi inaccessible.
Els anys 1970 marcaren canvis importants: en 1971-72 es van completar els embassaments de Gorg Blau i Cúber per aprofitar els recursos hídrics de la zona, amb la conseqüent expropiació de terres (per exemple, part de l'antiga possessió d'Almallutx quedà negada). També en 1974 es va iniciar la Marxa des Güell a Lluc a peu, una multitudinària peregrinació nocturna anual des de Palma fins al santuari de Lluc. El 2011 la serra de Tramuntana fou declarada Patrimoni de la Humanitat per la UNESCO.

## Economia

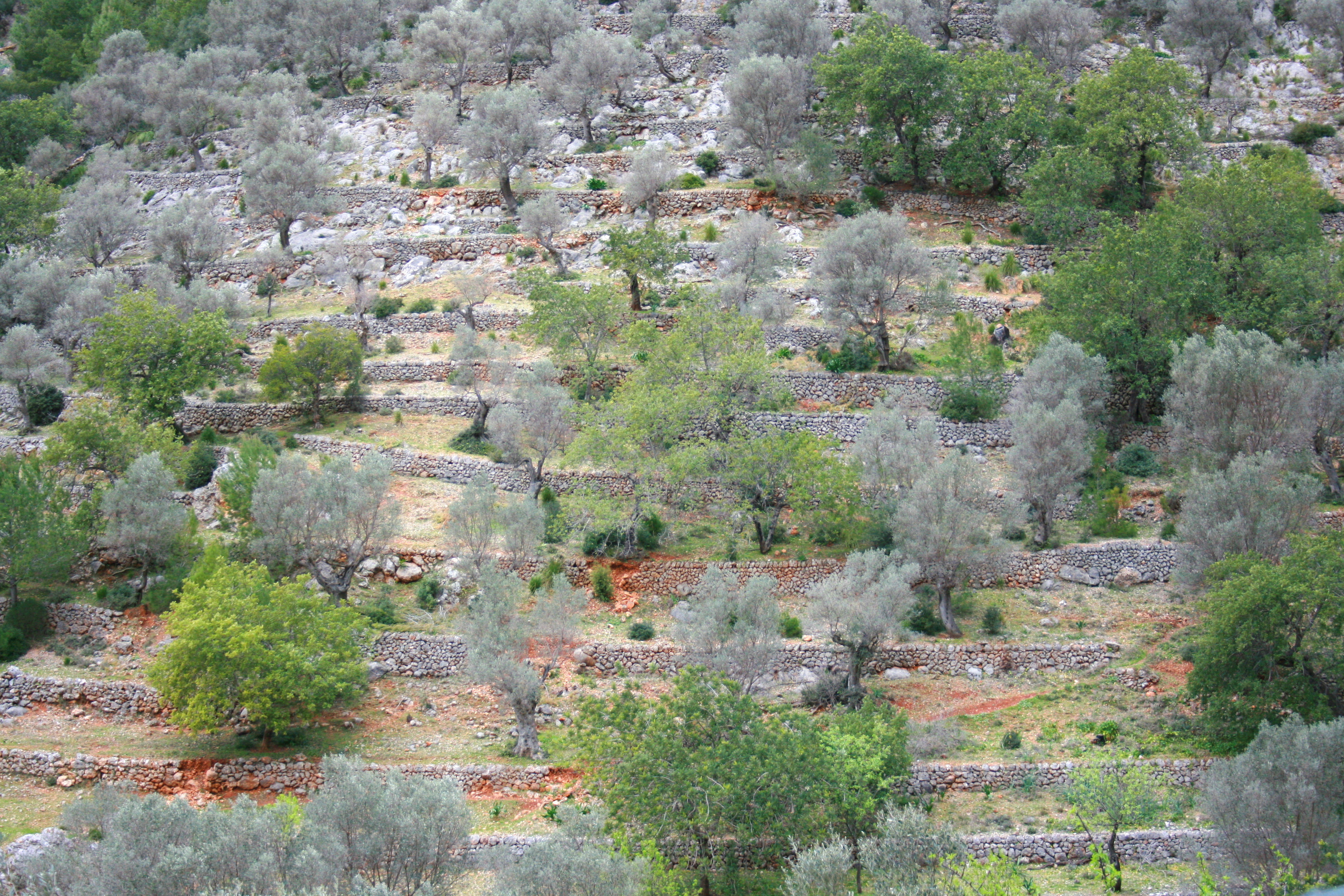
Oliveres i marjades d'Escorca

L'economia local es fonamenta principalment en el turisme, i en menor grau, en l'agricultura i la ramaderia. El turisme, és atret pels paisatges naturals de la Serra de Tramuntana, declarada Patrimoni de la Humanitat per la UNESCO. A més, el Santuari de Lluc, és un centre de pelegrinatge i atracció turística.
Tot i la disminució relativa de la seva importància, l'agricultura continua sent rellevant per a l'economia local. Els cultius principals són els oliverars, amb la producció d'oli d'oliva de la varietat empeltre, i els ametllers. Les ametlles s'utilitzen en la gastronomia local i per a l'exportació. Molts residents mantenen horts per al consum propi. La ramaderia també té un paper important, centrant-se en la cria d'ovelles per a llana i carn, amb el xot apreciat en la gastronomia local, i la cria de cabres per a la producció de llet i formatge de cabra. En menor mesura, es crien bovins per a la producció de carn.
Altres sectors que contribueixen a l'economia d'Escorca inclouen l'artesania, amb la producció de ceràmiques, tèxtils i articles de cuir, venuts a turistes i exportats, la gastronomia, amb restaurants i bars que ofereixen productes locals, i els comerços locals que proporcionen productes i serveis essencials.
Paradoxalment, el 2010 era considerat el municipi amb la taxa d'endeutament més alta per habitant de les Illes Balears, però el 2023 era el municipi amb una renda mitjana per persona més elevada.

## Llocs d'interès

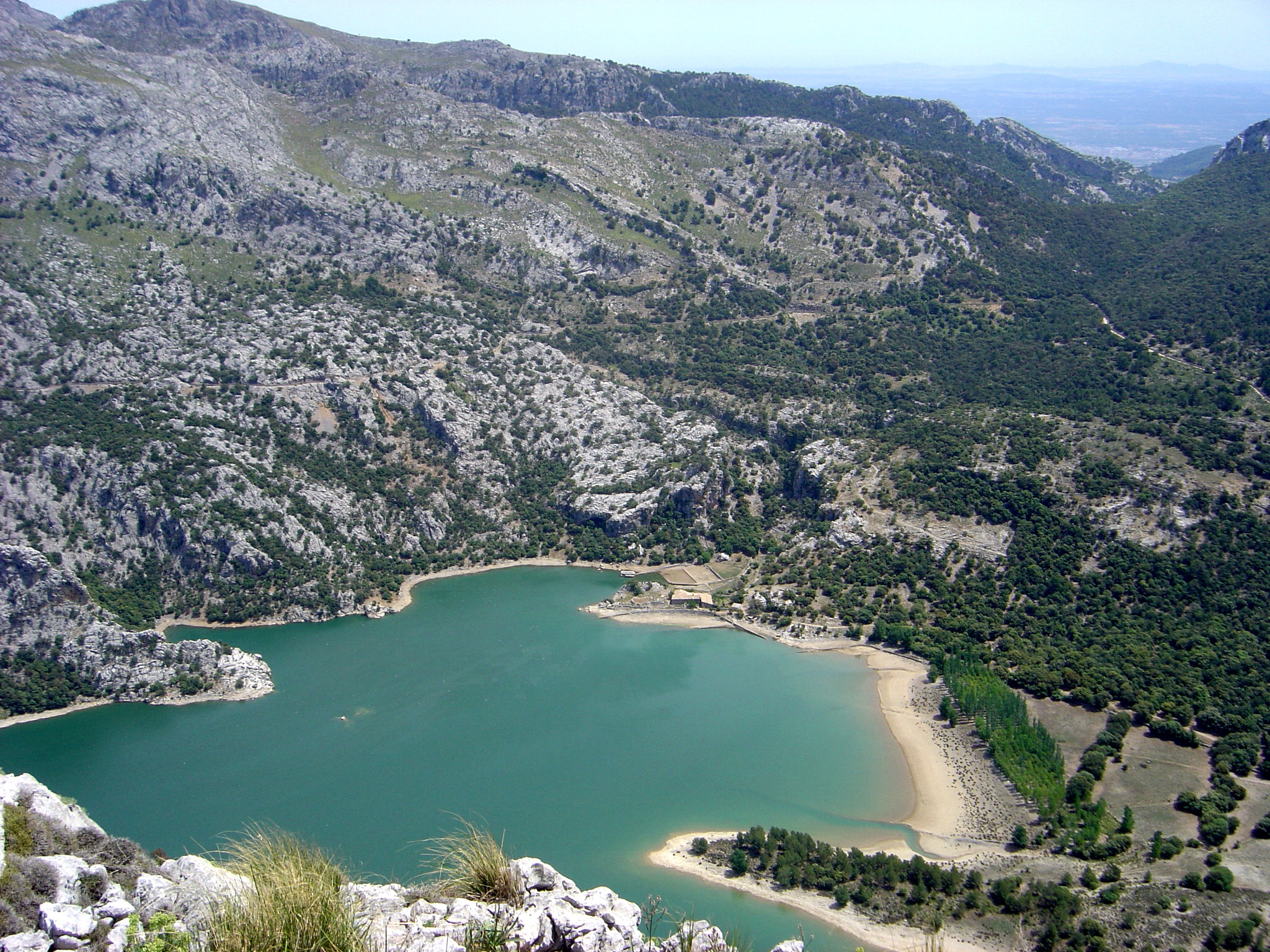
Gorg Blau
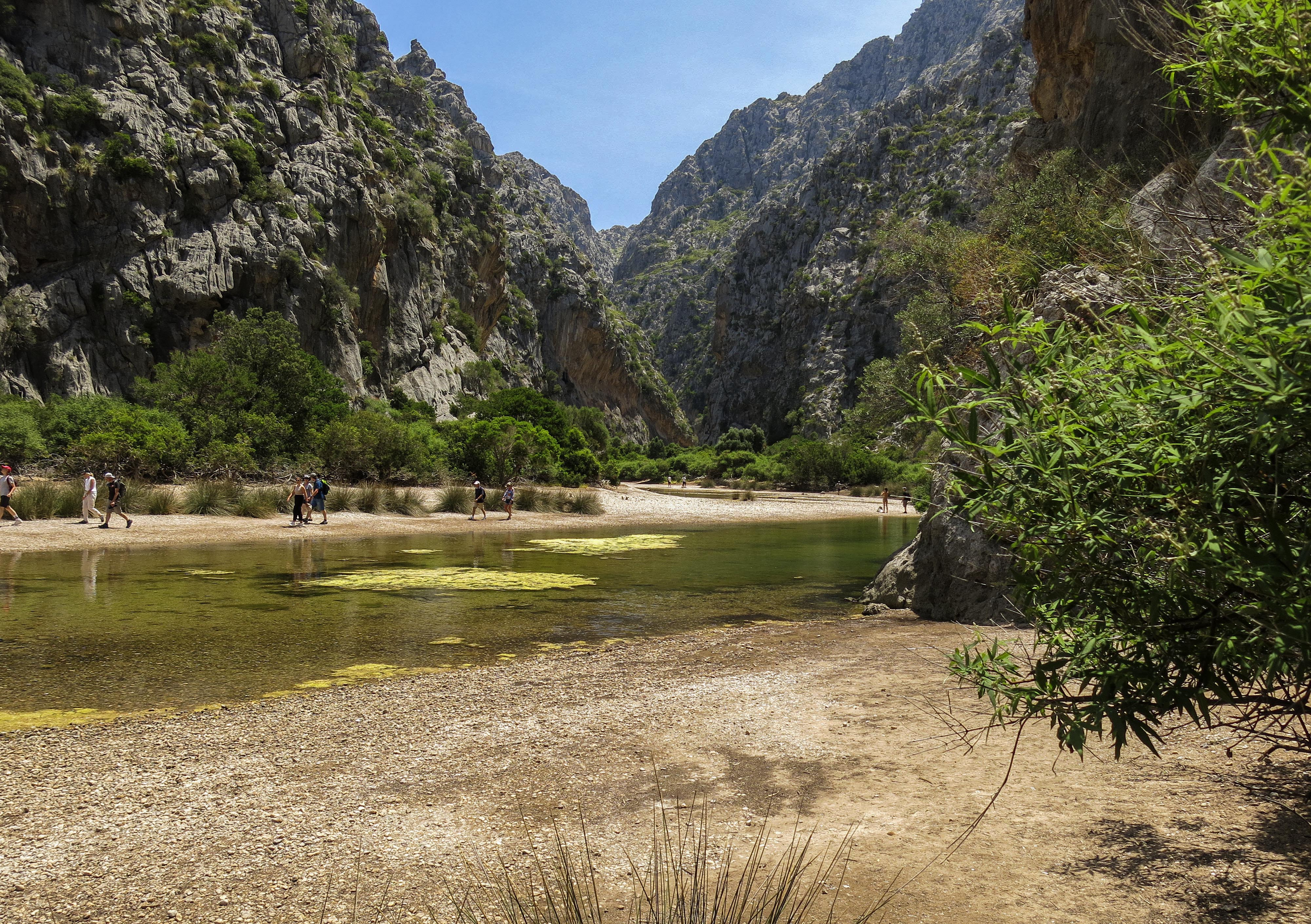
Torrent de Pareis
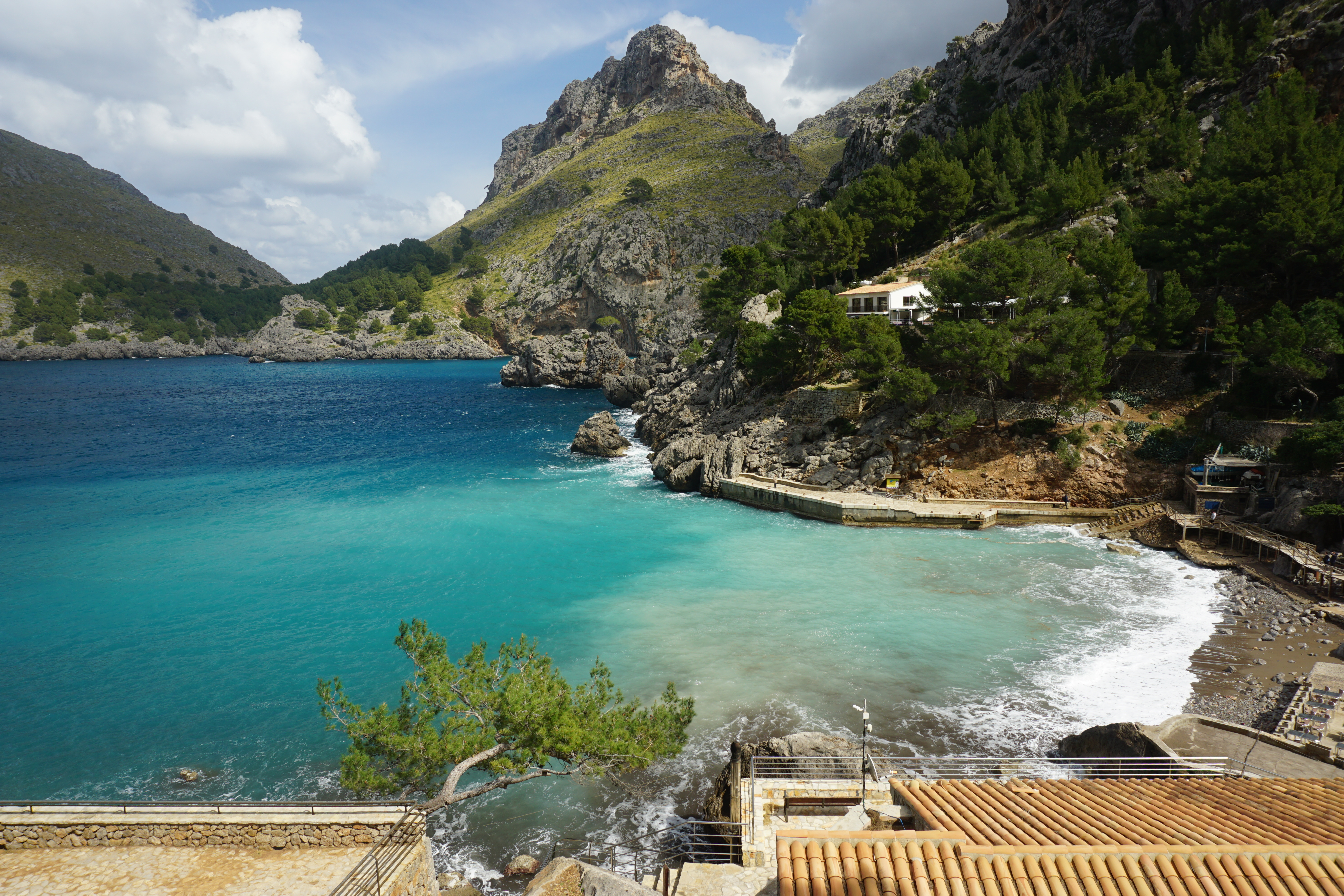
Port de sa Calobra
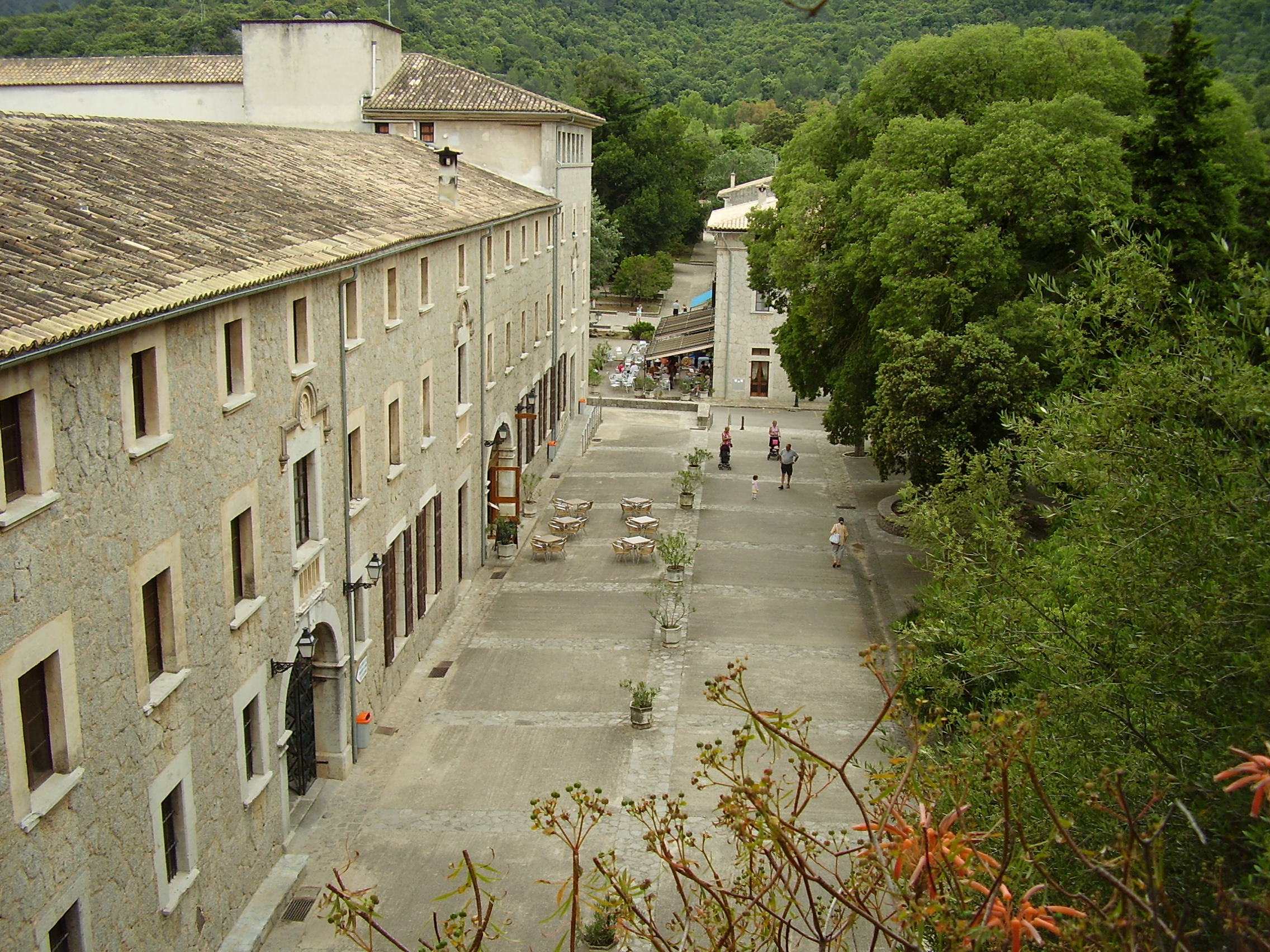
Santuari de Lluc
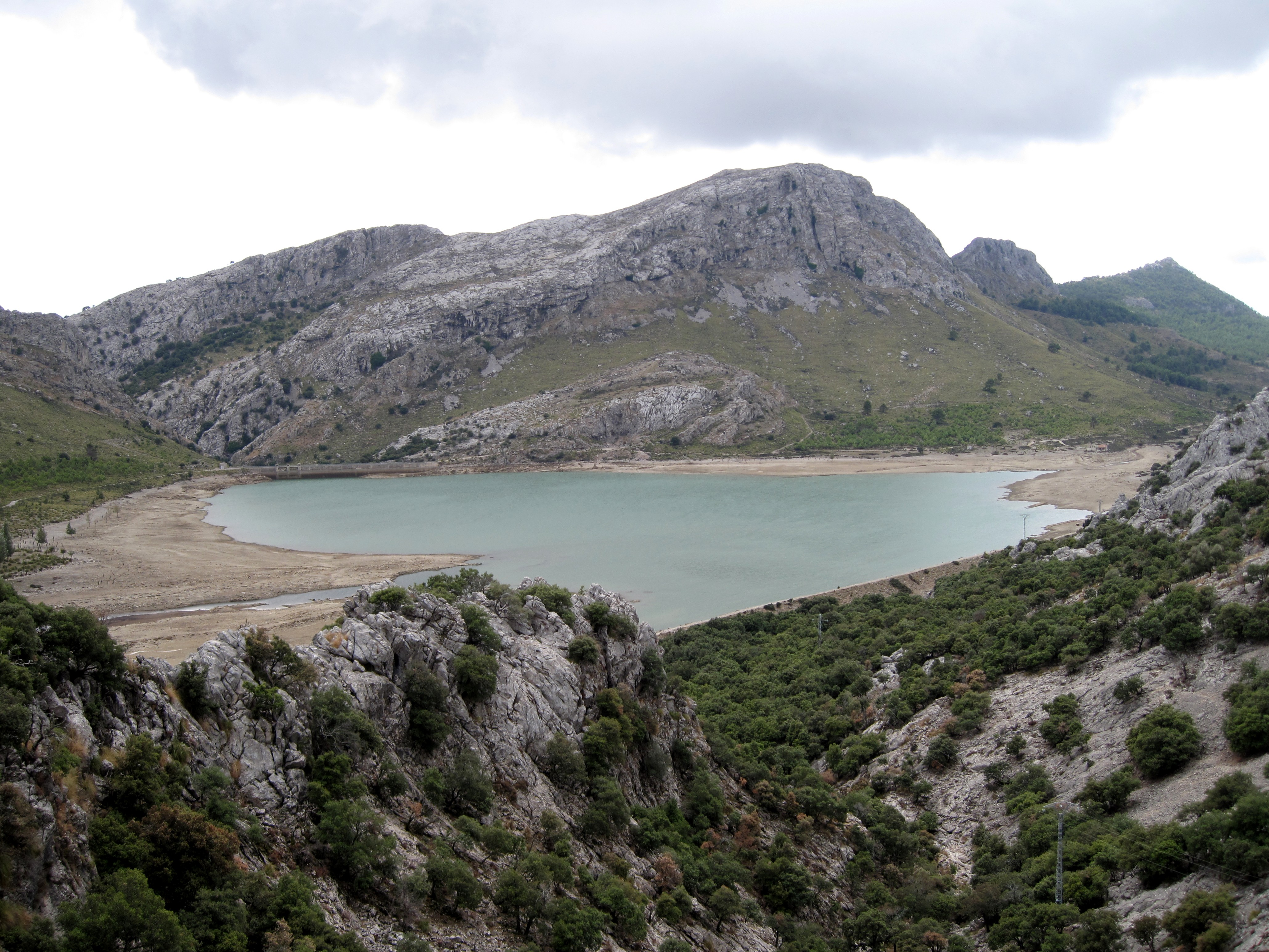
Embassament de Cúber
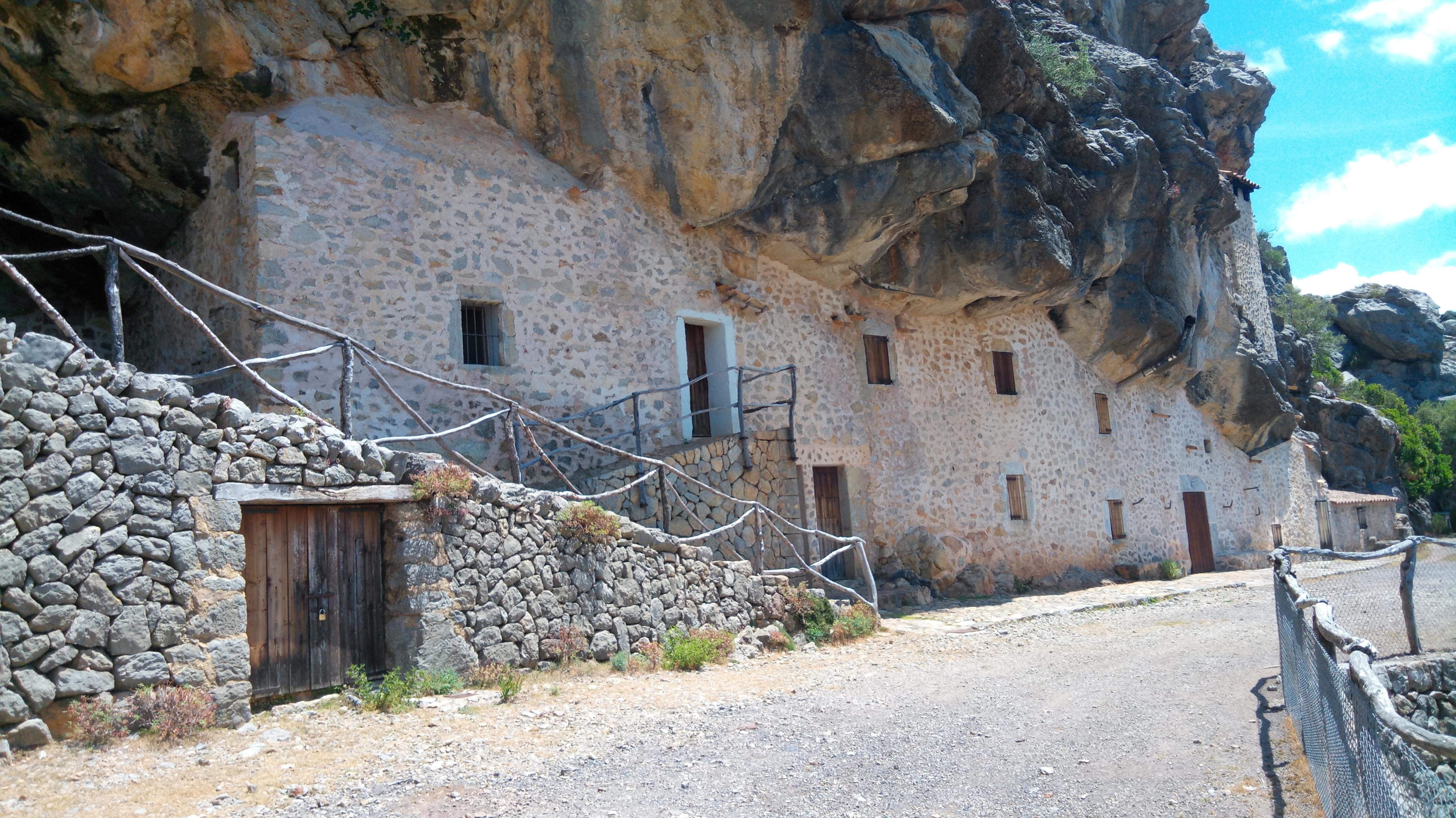
Cases de Cosconar
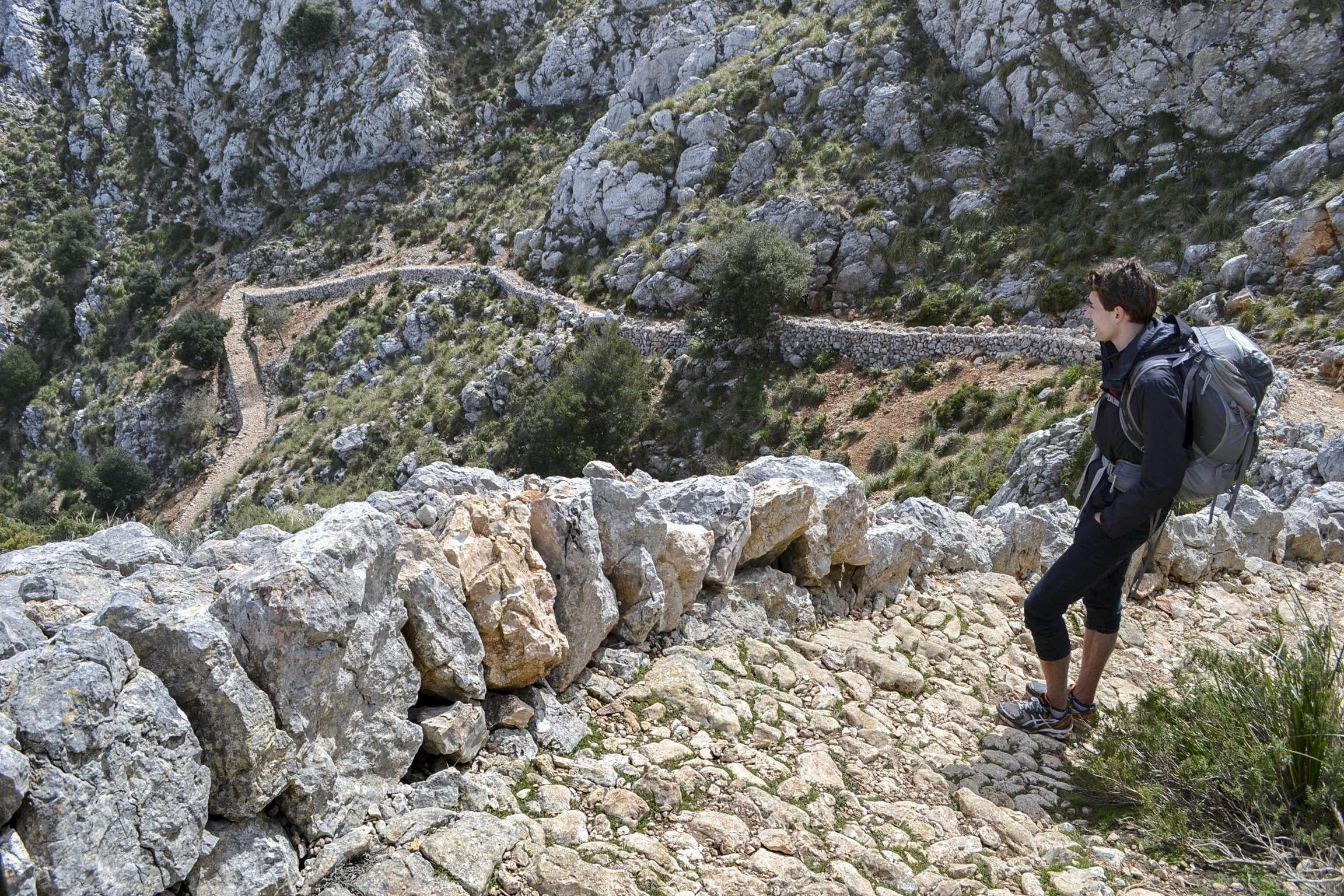
Camí de muntanya
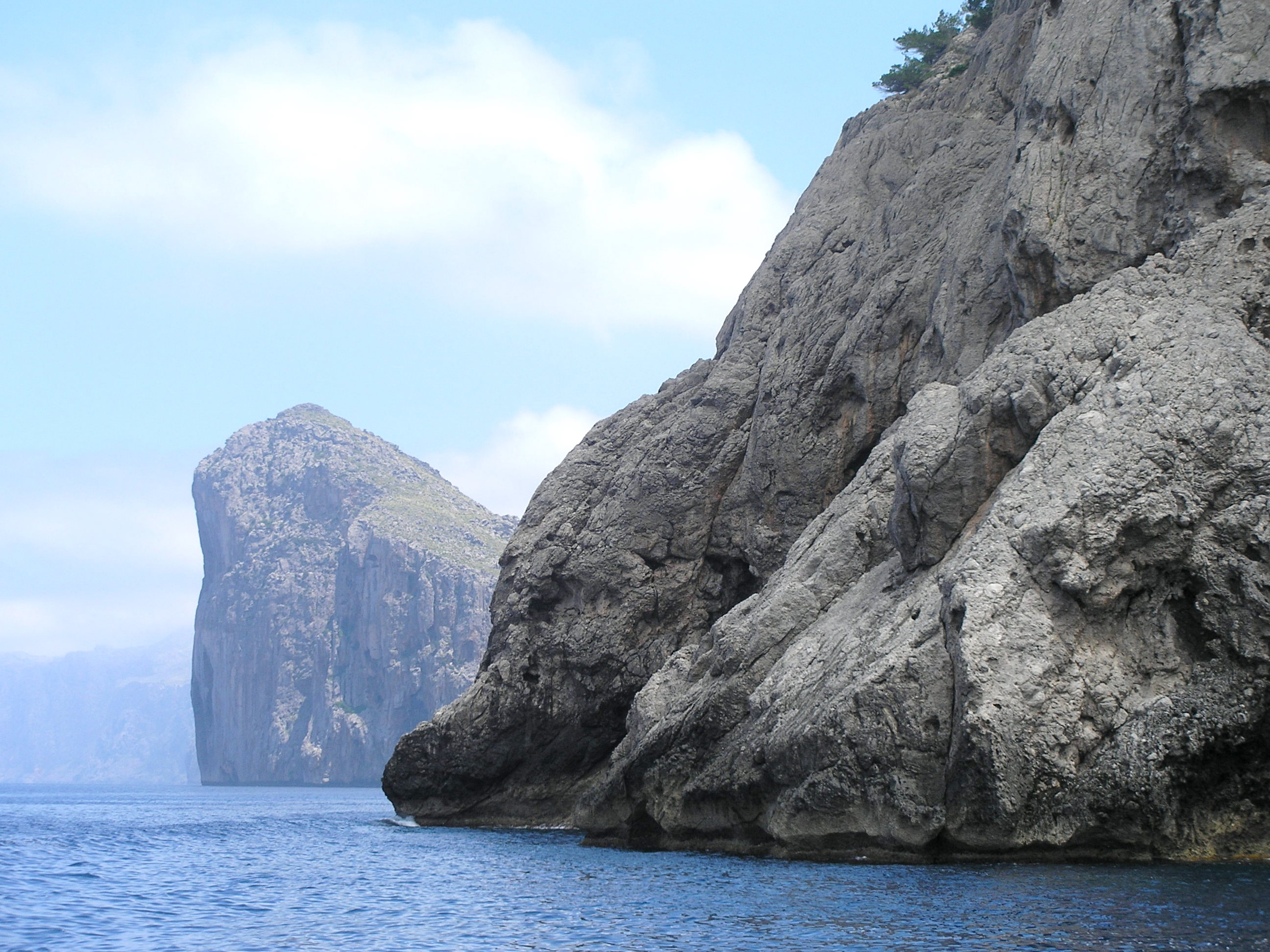
Morro de sa Vaca
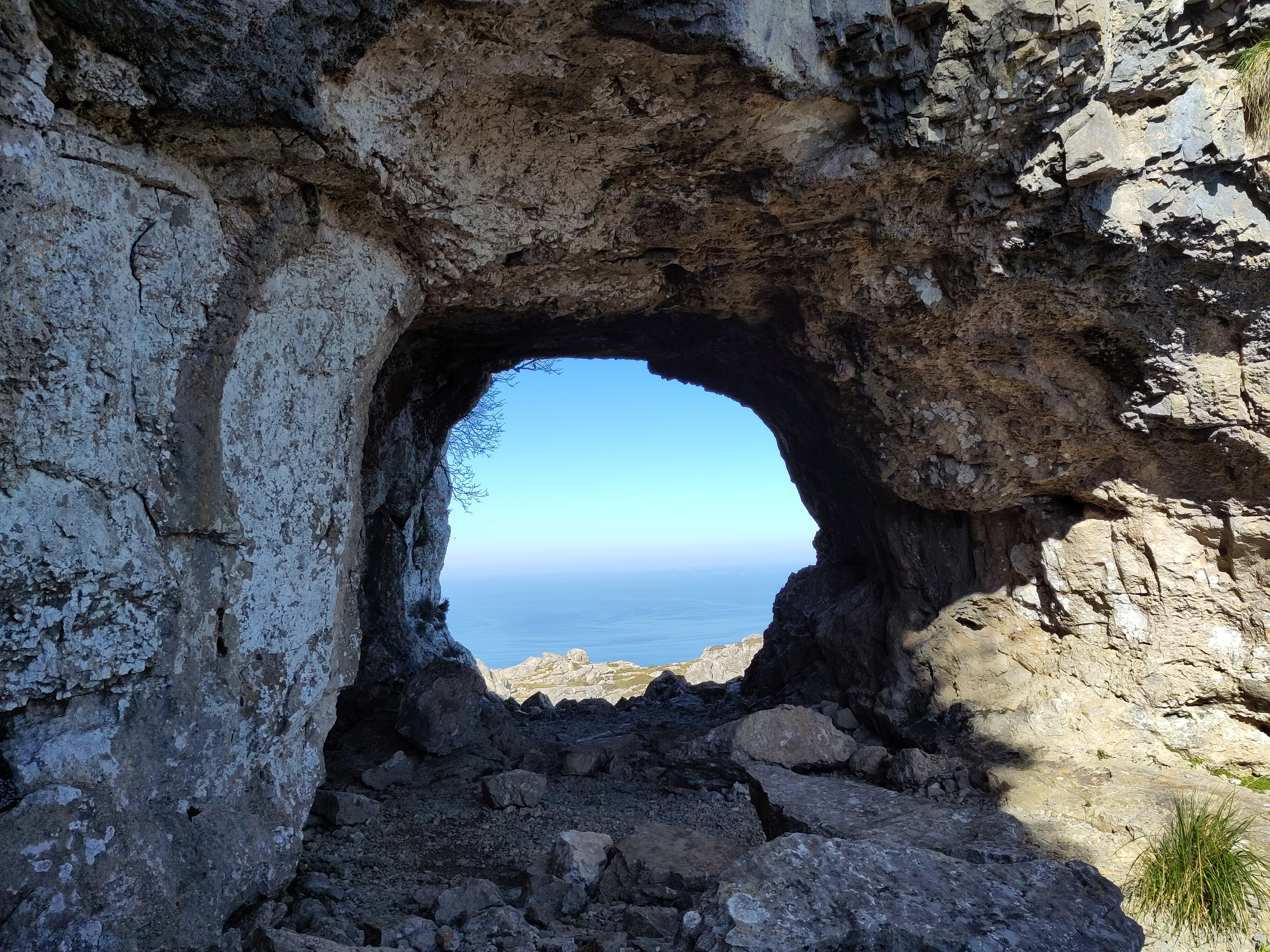
L'Ull de Déu de Femenia

| - Cala Tuent - Cala dels Capellans - Embassament de Cúber - Embassament del Gorg Blau - Cala Codolar - Era d'Escorca - Punta de Cala Rotja - Sa Calobra | - Albarca - Binifaldó - Comafreda - Cosconar - Església de Sant Pere d'Escorca - Ermita de Sant Llorenç - Jardí Botànic de Lluc - Lluc - Mortitx |

## Cultura i festes populars
Escorca compta amb una vida cultural activa, estretament vinculada a la religiositat del santuari de Lluc i a les tradicions pròpies de la serra de Tramuntana. Un dels elements culturals més destacats és l'Escolania de Blauets de Lluc, un cor infantil reconegut per les seves actuacions a la basílica i arreu del territori. Aquesta escolania combina la formació musical amb l'educació general.
Entre les festivitats locals més significatives destaca la festa patronal de Sant Pere, celebrada el 29 de juny. Aquesta festivitat, centrada al voltant de l'antiga església de Sant Pere d'Escorca. També és important la festa de Sant Llorenç, el 10 d'agost, especialment celebrada a sa Calobra i Cala Tuent. El santuari de Lluc és escenari d'actes religiosos de gran rellevància insular, com la Diada de la Mare de Déu de Lluc, a primers de setembre.
Una altra tradició molt arrelada és la pujada a Lluc a peu. La més coneguda és la Marxa des Güell a Lluc a peu, nascuda el 1974, que reuneix milers de persones caminant de nit des de Palma fins a Lluc el primer cap de setmana d'agost.
A més de les festivitats religioses, Escorca acull esdeveniments culturals i esportius de caràcter secular. Destaquen la Fira de la Serra de Tramuntana, que se celebra al voltant del segon cap de setmana d'octubre a Lluc, amb mostres de productes artesanals i gastronòmics, així com exhibicions d'oficis tradicionals i activitats lúdiques.